# Henry Appenzeller
Henry Gerhard Appenzeller (ur. 6 lutego 1858 w Souderton, zm. w czerwcu 1902 nieopodal Mokpo) – amerykański misjonarz metodystyczny działający na terenie Korei, tłumacz Biblii.

## Życiorys
Henry Appenzeler urodził się 6 lutego 1858 roku w rodzinie Szwajcarki i Holendra, matka była mennonitką. Początkowo posługiwał się wyłącznie językiem pensylwańskim, opanował następnie języki angielski i niemiecki. Od 12. roku życia prowadził własny dziennik. Kształcił się na Franklin & Marshall College, następnie pracował w zawodzie nauczyciela.
5 kwietnia 1885 roku, podczas święta Wielkiejnocy, Henry Appenzeller wraz ze swoją żoną Ellą Dodge i prezbiterianinem Horacem Underwoodem przybył do Korei w celu prowadzenia działalności misjonarskiej; Appenzeller był pierwszym metodystycznym misjonarzem przybyłym do Korei. W 1887 roku założył szkołę Pai Chai Hakdang, a także dom modlitwy, który w związku ze wzrostem wyznawców metodyzmu w Korei został przebudowany i przemianowany w 1897 roku na Pierwszy Kościół Metodystyczny Chungdong. W 1890 roku powołał do życia wydawnictwo Trilingual Press, działające następnie pod nazwą Methodist Printing and Publishing House. Wydawnictwo to publikowało książki oraz prasę w językach angielskim, chińskim i koreańskim; wśród wydawanych czasopism znajdowało się „The Korean Christian Advocate” – pierwsze koreańskojęzyczne czasopismo o tematyce chrześcijańskiej. W 1894 roku Appenzeller założył także księgarnię.
Z jego inicjatywy powstało kilka organizacji chrześcijańskich, współpracował także przy tłumaczeniu Biblii na język koreański. Zmarł w czerwcu 1902 roku nieopodal miejscowości Mokpo, kiedy to łódź, na której pokładzie się znajdował, zatonęła.

## Upamiętnienie
22 października 2016 roku na terenie Drew Theological School (Drew University) odsłonięto popiersie przedstawiające Henry’ego Appenzellera.

## Życie prywatne
Miał czworo dzieci: Alice, Henry’ego, Idę i Mary.